# Gare maritime de Gênes
La gare maritime de Gênes est le principal point d'embarquement pour le trafic de croisière du port de Gênes. Edifice monumental achevé en 1930, elle est située à Ponte dei Mille, non loin de la zone de l'ancien port, du quai, du complexe universitaire de l'ancienne Faculté d'économie et de commerce (aujourd'hui le Département d'économie) et du Galata - Musée de la mer. 
Déjà zone de déchargement et trafic de fret de l'ancienne république maritime génoise, point de départ de nombreux émigrants vers les Amériques et de passagers des grands paquebots transatlantiques du XXe siècle, elle est aujourd'hui le siège opérationnel du terminal de croisière actuel du port de Gênes. Entièrement restaurée en 2001, la gare maritime de Gênes a fait l'objet de réunions officielles lors du sommet du G8 à Gênes. 

## Contexte historique
La zone portuaire où se trouve aujourd'hui la station maritime a été au fil des siècles un site historique important à Gênes, la capitale du trafic commercial maritime. Le trafic et les connexions toujours croissants au milieu du XIXe siècle ont conduit à une refonte complète de la zone du Ponte dei Mille où les travaux d'agrandissement, avec la construction d'une nouvelle jetée et de routes, ont procédé à la démolition de l'église de San Tomaso et du promontoire de Caput Arenae. 
La nécessité d'une salle passagers est devenue nécessaire vers la fin du XIXe siècle en même temps que les migrations de plus en plus fréquentes et cette demande a été faite par l'ingénieur civil avec la construction de la première salle entre 1884 et 1890. Le bâtiment se composait d'un seul étage de maçonnerie avec à l'intérieur des salles des passagers, une salle à manger, une salle médicale et un poste de police. La dénomination de la jetée au prince d'Allemagne Federico Guglielmo III remonte à cette période. 
Au phénomène migratoire toujours croissant, Gênes est devenue en fait à la fin du XIXe et au début du XXe siècle une destination pour les migrants liguriens et du nord de l'Italie, au début du XXe siècle la naissance des navires transatlantiques, des navires à passagers allant toujours plus loin. Les halls et le pont furent bientôt inadéquats pour le flux de passagers et en 1914, les travaux commencèrent pour son agrandissement et sa réorganisation. 
Après des modifications du projet en cours et surtout après la pause forcée due à la Première Guerre mondiale, ce n'est qu'en octobre 1930 que la construction de la nouvelle station maritime s'est achevée. Elle se compose de trois bâtiments avec des passerelles reliant les différentes pièces, ces dernières étant divisées en première et deuxième classe au premier étage et en troisième classe à l'étage abaissé. 
Aujourd'hui, la station abrite la société Stazioni Marittime Spa, fondée en 1987, avec la gestion du terminal passagers du port de Gênes. A l'occasion du G8 de Gênes en 2001, l'ensemble de la zone a été entièrement revu et restauré. 

## Galerie d'images

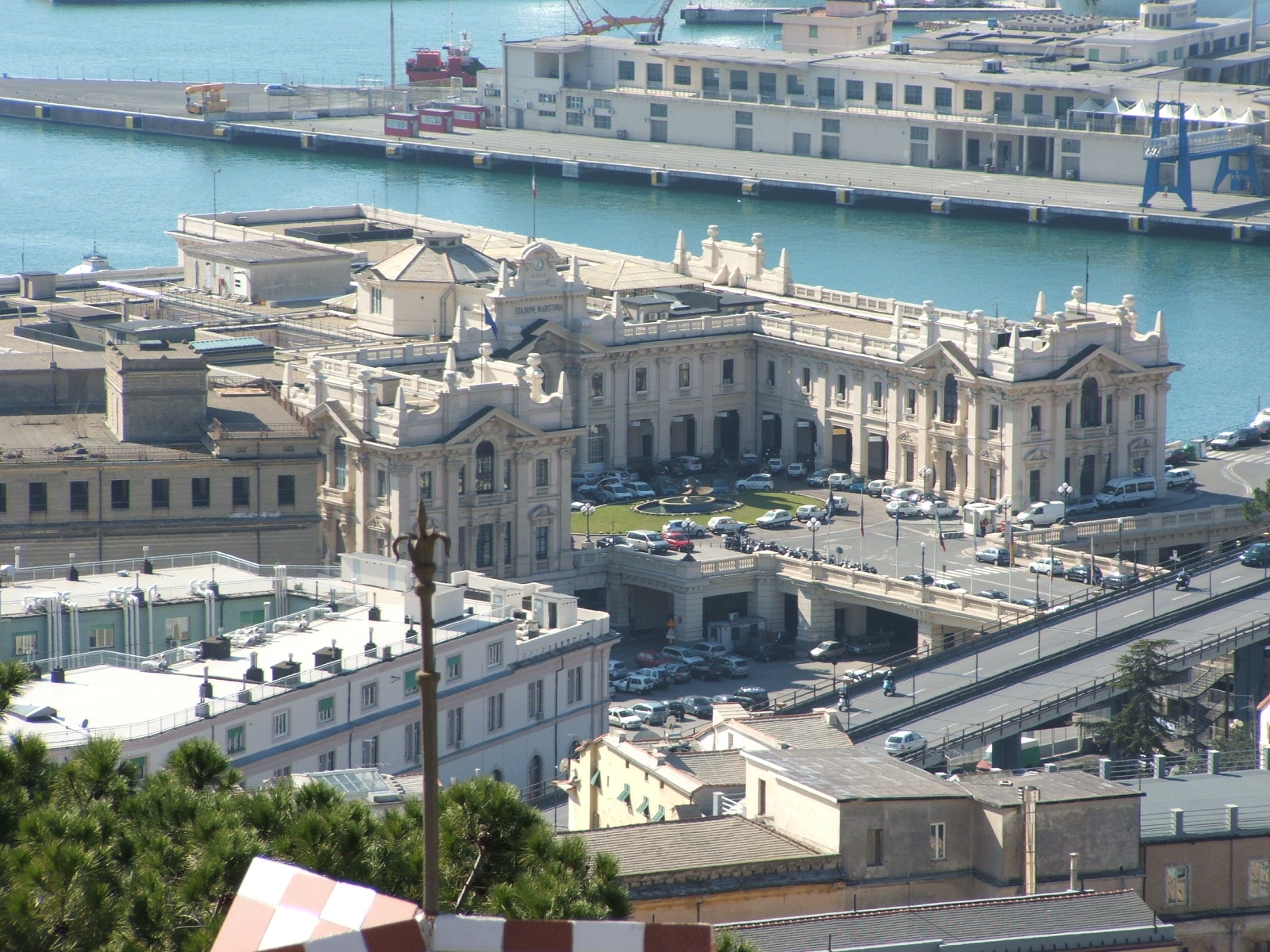
Gare maritime de Gênes vue depuis le Château d'Albertis
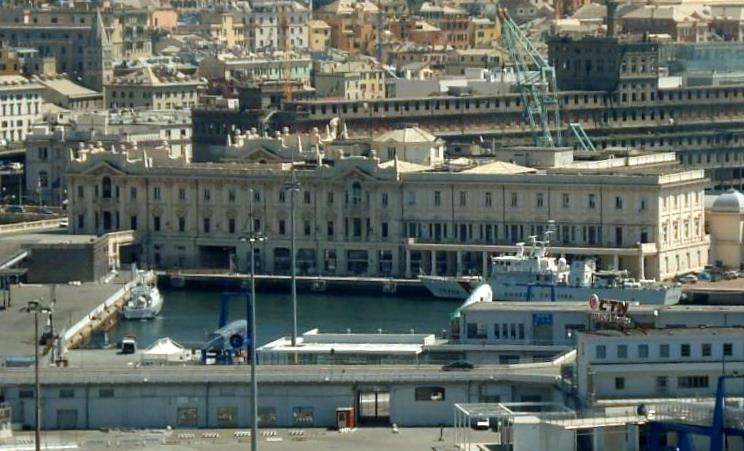
Élévation latérale (vue de l'ouest).
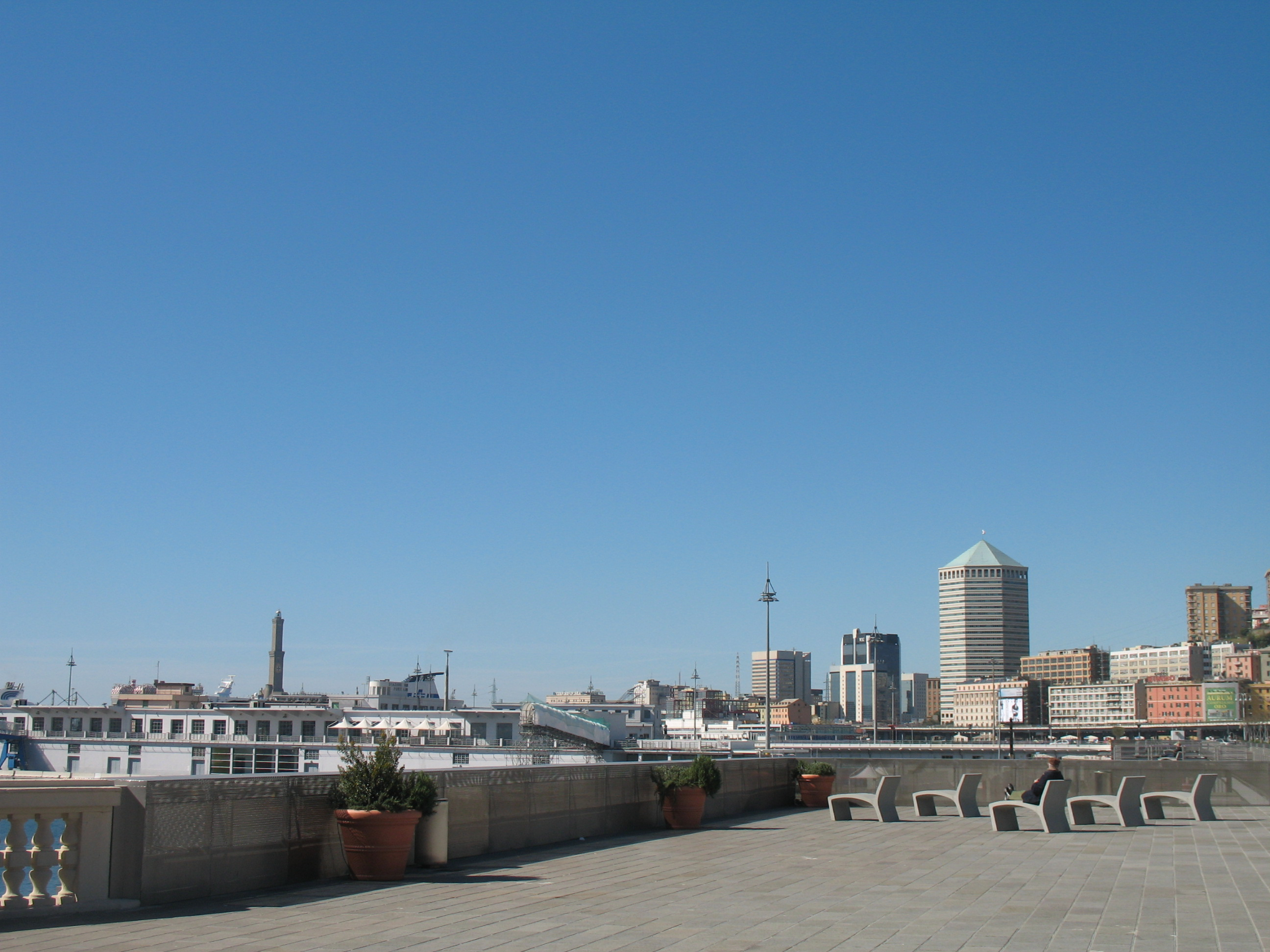
Devant la gare maritime.
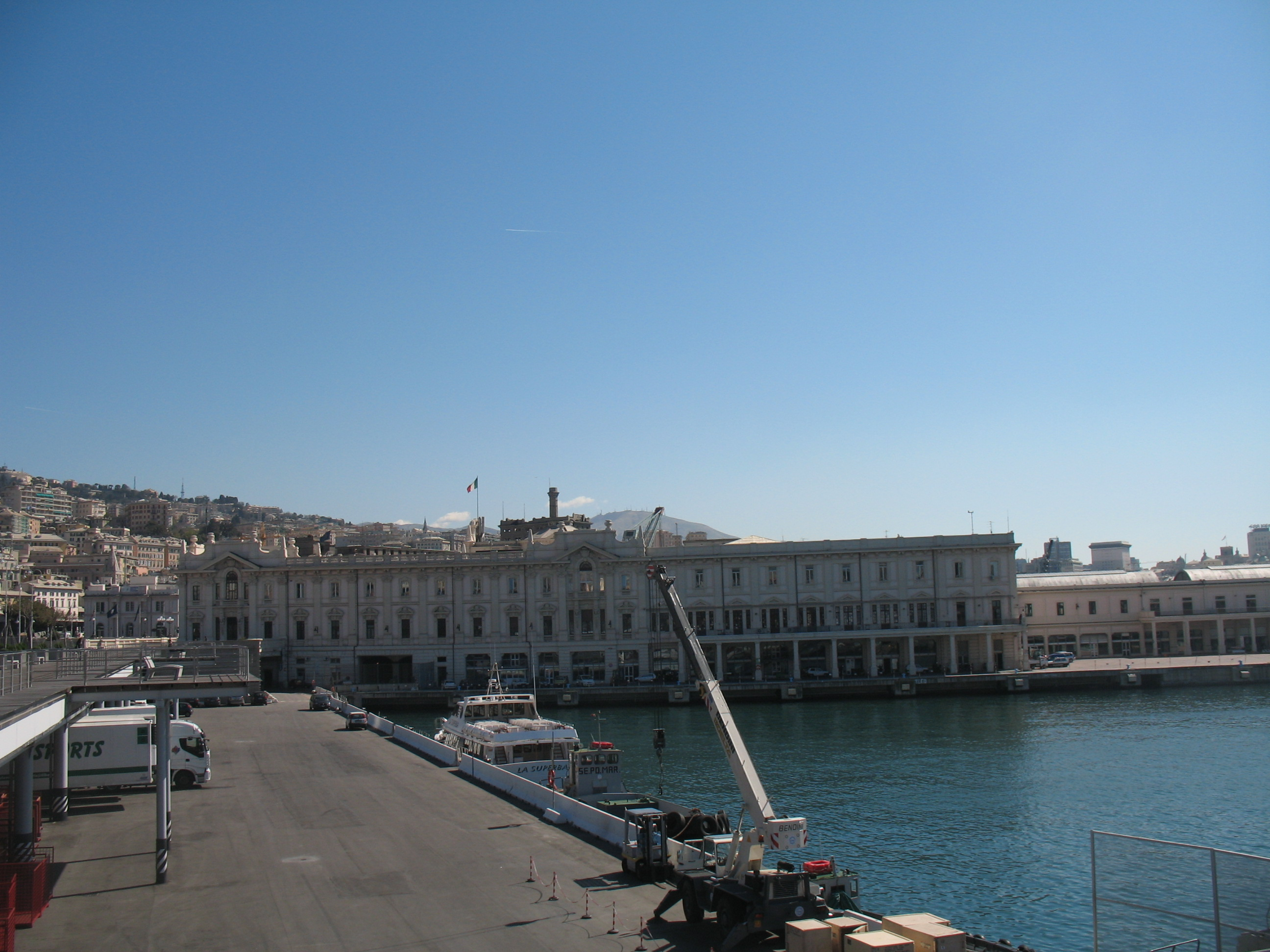
Devant la gare maritime.
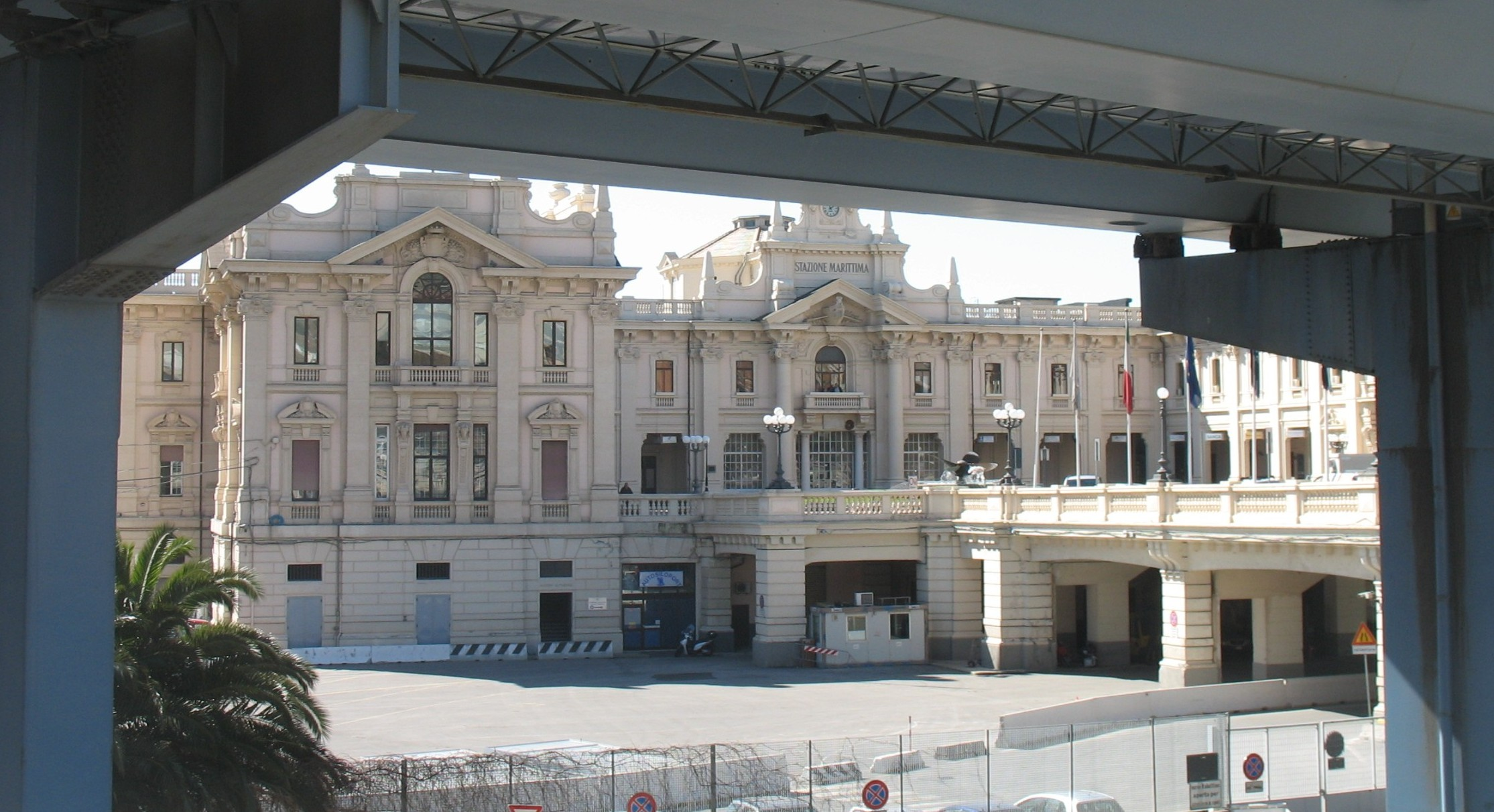
Gare maritime vue de la route surélevée.
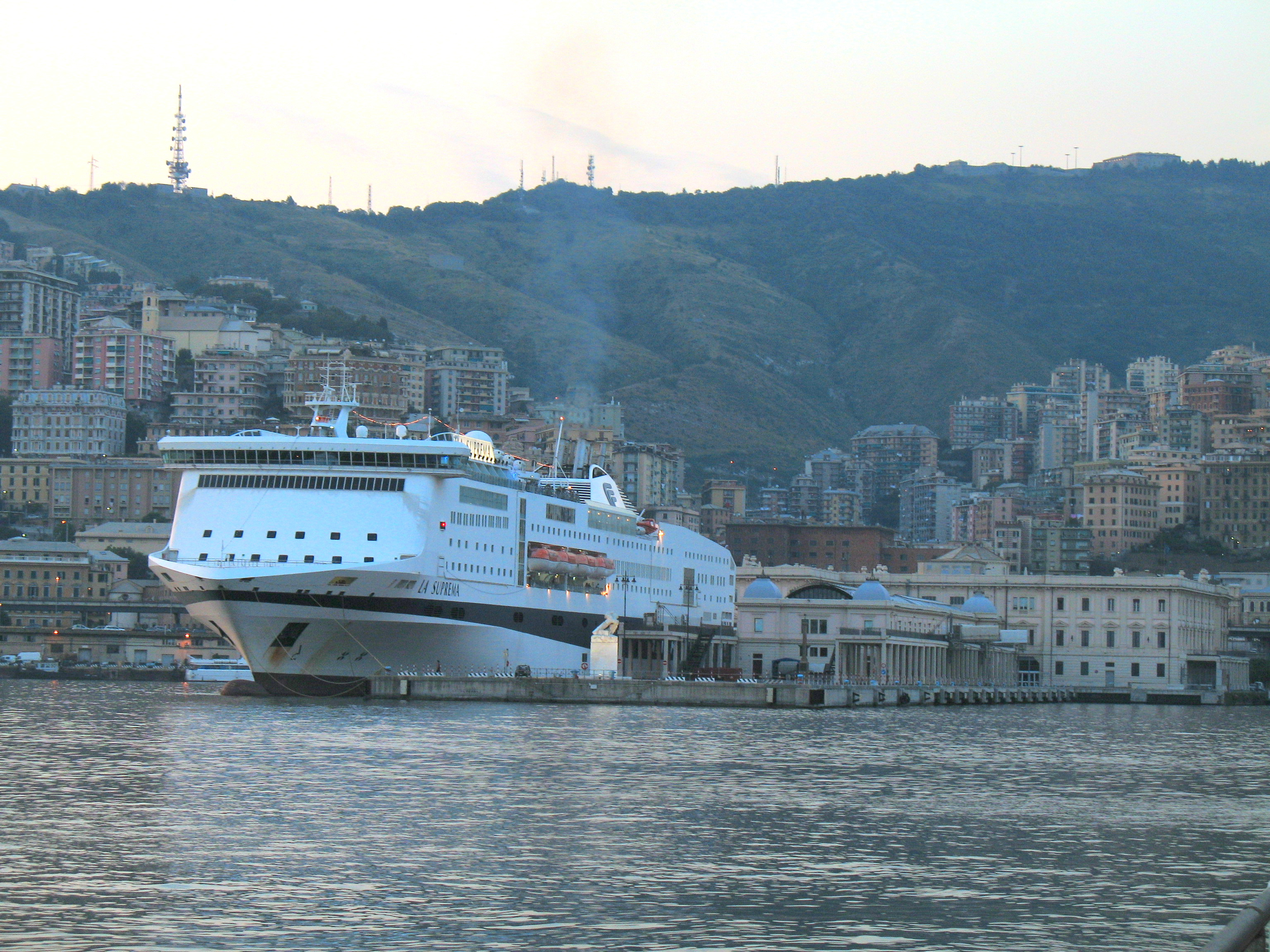
Navire La Superba de la compagnie Grandi Navi Veloci au départ de la gare maritime.